# ギリシア神話を題材とした文学作品一覧
以下の一覧はギリシア神話を題材とした文学作品のうち一部を列挙したものである。

## 現存する作品

### 古代ギリシア

#### 叙事詩
- ホメーロス『イーリアス』（紀元前8世紀中頃）
- ホメーロス『オデュッセイア』（紀元前8世紀中頃）
- 偽ホメーロス『ホメーロス風讃歌』
- 偽ホメーロス『蛙鼠合戦』
- ヘーシオドス『神統記』（紀元前700年頃）
- ヘーシオドス『仕事と日（農と歴）』
- ロドスのアポローニオス『アルゴナウティカ』（紀元前3世紀）
- クイントゥス『トロイア戦記（ホメロスの続き）』（4世紀）
- トリピオドロス『トロイア落城』（5世紀）
- ノンノス『ディオニュソス譚』（5世紀）

#### 叙情詩
- ピンダロス 『オリュンピア祝勝歌』

#### 悲劇
- アイスキュロス『テーバイ攻めの七将』（紀元前467年）
- アイスキュロス『縛られたプロメテウス』
- アイスキュロス『救いを求める女たち』（紀元前463年頃）
- アイスキュロス『オレステイア』三部作（紀元前458年） - 『アガメムノン』『供養する女たち』『慈しみの女神たち』
- ソポクレス『アイアース』
- ソポクレス『アンティゴネ』（紀元前441年頃）
- ソポクレス『トラキスの女たち』
- ソポクレス『オイディプス王』（紀元前429年 - 紀元前425年頃）
- ソポクレス『エレクトラ』
- ソポクレス『フィロクテテス』（紀元前409年）
- ソポクレス『コロノスのオイディプス』（紀元前401年）
- エウリピデス『アルケスティス』（紀元前438年）
- エウリピデス『メディア』（紀元前431年）
- エウリピデス『ヒッポリュトス』（紀元前428年）
- エウリピデス『トロイアの女』（紀元前415年）
- エウリピデス『ヘレネ』（紀元前412年）
- エウリピデス『オレステス』（紀元前408年）
- エウリピデス『ヘラクレスの子ら』
- エウリピデス『アンドロマケ』
- エウリピデス『ヘカベ』
- エウリピデス『救いを求める女たち』
- エウリピデス『ヘラクレス』
- エウリピデス『イオン』
- エウリピデス『エレクトラ』
- エウリピデス『タウリケのイフィゲネイア』
- エウリピデス『バッコスの信女』
- エウリピデス『アウリスのイフィゲネイア』

#### 歴史書・専門書
- プルタルコス 『英雄伝（対比列伝）』（2世紀）
- 偽アポロドーロス『ビブリオテーケー（ギリシア神話）』（3世紀頃）
- 偽ディクテュス『トロイア戦争日誌』（3世紀以前）
- ダレス『トロイア滅亡の歴史物語』

### 古代ローマ

#### 叙事詩
- オウィディウス『変身物語（転身物語）』（8年以前）
- ウェルギリウス『アエネイス』（19年）
- スタティウス『テーバイス』（1世紀）

#### 悲劇
- セネカ『恋のパエドラ（英語版）（パエドラ）』（1世紀）
- セネカ『狂えるヘルクレス』
- セネカ『トロイアの女たち』
- セネカ『フェニキアの女たち』
- セネカ『メデイア（英語版、イタリア語版）』
- セネカ『オイディプス』
- セネカ『アガメムノン』
- セネカ『テュエステス』
- 偽？セネカ『オエタのヘラクレス』

#### 小説
- アプレイウス『黄金のろば（英語版）』（2世紀後半）

### 後代

#### 詩
- ブノア・ド・サント＝モール『トロイ物語』（1170年頃）
- ダンテ『神曲』（1321年頃）
- チョーサー『トロイラスとクリセイデ』（1385年頃）

#### 悲劇
- シェイクスピア『トロイラスとクレシダ』（1600年頃）
- ラシーヌ『ラ・テバイード 又は 兄弟は敵同士』（1664年）
- ラシーヌ『アンドロマック』（1667年）
- ラシーヌ『イフィジェニー』（1674年）
- ラシーヌ『フェードル』（1677年1月初演）
- ホーフマンスタール『エレクトラ』（1903年）
- ホーフマンスタール『アルケスティス』（1916年）
- ジロドゥ『エレクトル』
- ジロドゥ『トロイ戦争は起こらなかっただろう』
- サルトル『トロイアの女たち』
- サルトル『蝿』（1943年）
- コクトー『アンティゴネ』（1922年）
- コクトー『オルフェ』（1926年）
- コクトー『オイディプース王』（1937年）
- コクトー『バッカス』（1952年）
- アヌイ『メデエ』
- アヌイ『アンチゴーヌ』
- アヌイ『オレスト』
- ミュラー『メディアマテリアル』
- ブレヒト『ソポクレースのアンティゴネー』
- リチャードソン『放蕩息子』

#### 小説
- ジェイムズ・ジョイス 『ユリシーズ』（ 1922年）

## 散逸、或いは断片のみの作品

### 古代ギリシア

#### 叙事詩
- 叙事詩環（叙事詩圏） - 『キュプリア』『アイティオピス』『小イーリアス』『イーリオスの陥落』『ノストイ』『テレゴネイア』
- テーバイ圏 - 『オイディポデイア』『テーバイド』『エピゴノイ』『アルクメオーニス』
- ヘーシオドス『女の歴史』
- コルトス『ヘレネー誘拐』（紀元前5世紀末）

#### 詩
- カルリマコス『アイティア』『讃歌』『ヘカレー』

#### 歴史書・専門書
- アクーシラーオス 『系統誌』
- レロスのペレキュデース